# U-18-Fußball-Europameisterschaft 1984
Die 4. U-18-Fußball-Europameisterschaft wurde vom 25. Mai bis 3. Juni 1984 in der Sowjetunion ausgetragen. Sieger wurde Ungarn durch einen 3:2-Sieg nach Elfmeterschießen über den Gastgeber. Die DDR schied ebenso wie die Schweiz nach der Vorrunde aus. Die Bundesrepublik Deutschland qualifizierte sich wie Titelverteidiger Frankreich und Österreich nicht. 
Zum letzten Mal fand das Turnier mit 16 Mannschaften statt. Die UEFA kürzte für das nächste Turnier das Teilnehmerfeld auf acht Teams. Weiterhin sollte das Turnier in Zukunft nur noch alle zwei Jahre ausgetragen werden.

## Modus
Die 16 qualifizierten Mannschaften wurden auf vier Gruppen zu je vier Mannschaften aufgeteilt. Innerhalb der Gruppen spielte jede Mannschaft einmal gegen jede andere. Die Gruppensieger erreichten das Halbfinale. Die Halbfinalsieger erreichten das Finale, die Verlierer der Halbfinals spielten um Platz drei.

## Teilnehmer
Folgende Mannschaften nahmen am Turnier teil:
| Gruppe A     | Gruppe B  | Gruppe C                | Gruppe D         |
| ------------ | --------- | ----------------------- | ---------------- |
| Griechenland | Bulgarien | DDR                     | Schweiz          |
| Irland       | Dänemark  | England                 | Spanien          |
| Portugal     | Italien   | Luxemburg               | Tschechoslowakei |
| Schottland   | Polen     | Sowjetunion (Gastgeber) | Ungarn           |

### Mannschaften aus dem deutschsprachigen Raum

#### DDR
Die DFV-Junioren qualifizierten sich erstmals für die seit 1981 ausgetragene U-18-EM. Zuletzt hatte die DDR, 1980 als Gastgeber ohne sportliche Qualifikation für das Turnier gesetzt, beim EM-Vorgänger, dem UEFA-Juniorenturnier, vor vier Jahren an einer Endrunde des kontinentalen Championats teilgenommen. Zuletzt sportlich qualifiziert hatte sich die ostdeutsche U-18 im Jahr 1975 für diese Art inoffizieller Europameisterschaft.
Der aus Spielern der Geburtsjahrgänge 1965 und 1966 bestehende Kader konnte bereits im Spätsommer als einzige DFV-Mannschaft in der Turniergeschichte die Jugendwettkämpfen der Freundschaft gewinnen. In der nur aus den schwedischen Junioren und dem DDR-Team bestehenden Qualifikationsgruppe 6 für die EM gelang den Ostdeutschen ein 5:3-Gesamtsieg (3:1 zu Hause und 2:1 auswärts gewonnen). Nach Angaben des DDR-Fußballfachblattes fuwo – Die neue Fußballwoche hatte dieser Auswahljahrgang vor der EM in zwölf Spielen als U-18 seit seiner Formierung im vorangegangenen Sommer nicht verloren (sechs Siege, sechs Unentschieden). Unter den 17 zunächst nominierten Spielern wiesen neun Akteure bereits Erstligaerfahrung im Männerbereich auf. Das traf auch auf den in der zweiten Partie gegen Luxemburg eingewechselten Holger Fandrich zu, der kurz vor dem Abflug in die UdSSR für den verletzten Sven Förster nachnominiert wurde.
Aus dem Aufgebot spielten später Matthias Lindner, Andreas Thom, Heiko Bonan, Olaf Marschall, Ulf Kirsten und Thomas Doll für die Fußballnationalmannschaft der DDR. Nach der Wiedervereinigung trugen Thom, Marschall, Kirsten und Doll auch das Trikot der gesamtdeutschen Nationalelf.
| Spieler          | Verein                     | Einsätze | Tore |
| ---------------- | -------------------------- | -------- | ---- |
| Detlef Hartmann  | FC Vorwärts Frankfurt/Oder | 1        | -    |
| Marco Kostmann   | BFC Dynamo                 | 3        | -    |
| Frank Mappes     | 1. FC Lokomotive Leipzig   | 3        | -    |
| Torsten Wude     | SG Dynamo Dresden          | 3        | -    |
| Udo Fankhänel    | FC Karl-Marx-Stadt         | 3        | -    |
| Uwe Lüdtke       | 1. FC Lokomotive Leipzig   | 2        | -    |
| Ronald Szepanski | FC Carl Zeiss Jena         | 1        | 1    |
| Matthias Lindner | 1. FC Lokomotive Leipzig   | 3        | 2    |
| Andreas Thom     | BFC Dynamo                 | 3        | -    |
| Heiko Bonan      | 1. FC Magdeburg            | 3        | -    |
| Peter Kunzmann   | FC Carl Zeiss Jena         | 1        | -    |
| Holger Fandrich  | BFC Dynamo                 | 1        | -    |
| Thomas Grether   | BFC Dynamo                 | 1        | -    |
| Olaf Marschall   | 1. FC Lokomotive Leipzig   | 2        | -    |
| Ulf Kirsten      | SG Dynamo Dresden          | 3        | 1    |
| Lutz Wienhold    | FC Karl-Marx-Stadt         | 3        | -    |
| Thomas Doll      | FC Hansa Rostock           | 3        | 1    |

- Trainer: Frank Engel

#### BR Deutschland
Die DFB-Junioren (fünf Pluspunkte) scheiterten in der Qualifikationsgruppe 8 an den italienischen Altersgenossen (acht Zähler) und belegten vor Österreich (zwei Punkte) den 2. Rang.

## Austragungsorte
Die Spiele des Turniers wurden in den Städten Kiew, Leningrad, Minsk und Moskau ausgetragen.

## Vorrunde

### Gruppe A
Alle Spiele fanden in Leningrad statt.
| Pl. | Land         | Sp. | S | U | N | Tore    | Diff. | Punkte |
| --- | ------------ | --- | - | - | - | ------- | ----- | ------ |
| 1.  | Irland       | 3   | 2 | 1 | 0 | 007:300 | +4    | 05:10  |
| 2.  | Schottland   | 3   | 1 | 1 | 1 | 004:500 | −1    | 03:30  |
| 3.  | Portugal     | 3   | 1 | 0 | 2 | 006:700 | −1    | 02:40  |
| 4.  | Griechenland | 3   | 0 | 2 | 1 | 003:500 | −2    | 02:40  |

|              |   |              |     |
| 25. Mai 1984 |   |              |     |
| Irland       | – | Schottland   | 3:0 |
| Griechenland | – | Portugal     | 1:3 |
| 27. Mai 1984 |   |              |     |
| Irland       | – | Griechenland | 1:1 |
| Schottland   | – | Portugal     | 3:1 |
| 29. Mai 1984 |   |              |     |
| Irland       | – | Portugal     | 3:2 |
| Schottland   | – | Griechenland | 1:1 |

### Gruppe B
Die Spiele der Gruppe B wurden in Kiew ausgetragen.
| Pl. | Land      | Sp. | S | U | N | Tore    | Diff. | Punkte |
| --- | --------- | --- | - | - | - | ------- | ----- | ------ |
| 1.  | Polen     | 3   | 3 | 0 | 0 | 003:000 | +3    | 06:0   |
| 2.  | Bulgarien | 3   | 1 | 1 | 1 | 003:300 | ±0    | 03:30  |
| 3.  | Italien   | 3   | 1 | 0 | 2 | 003:200 | +1    | 02:40  |
| 4.  | Dänemark  | 3   | 0 | 1 | 2 | 002:600 | −4    | 01:50  |

|              |   |          |     |
| 25. Mai 1984 |   |          |     |
| Bulgarien    | – | Dänemark | 2:2 |
| Polen        | – | Italien  | 1:0 |
| 27. Mai 1984 |   |          |     |
| Bulgarien    | – | Polen    | 0:1 |
| Dänemark     | – | Italien  | 0:3 |
| 29. Mai 1984 |   |          |     |
| Bulgarien    | – | Italien  | 1:0 |
| Dänemark     | – | Polen    | 0:1 |

### Gruppe C
In Moskau fanden die Spiele der Gruppe C statt.
| Pl. | Land        | Sp. | S | U | N | Tore    | Diff. | Punkte |
| --- | ----------- | --- | - | - | - | ------- | ----- | ------ |
| 1.  | Sowjetunion | 3   | 2 | 1 | 0 | 007:100 | +6    | 05:10  |
| 2.  | England     | 3   | 1 | 2 | 0 | 004:200 | +2    | 04:20  |
| 3.  | DDR         | 3   | 1 | 1 | 1 | 005:200 | +3    | 03:30  |
| 4.  | Luxemburg   | 3   | 0 | 0 | 3 | 000:110 | −11   | 0:60   |

|              |   |             |     |
| 25. Mai 1984 |   |             |     |
| England      | – | DDR         | 1:1 |
| Sowjetunion  | – | Luxemburg   | 5:0 |
| 27. Mai 1984 |   |             |     |
| England      | – | Sowjetunion | 1:1 |
| DDR          | – | Luxemburg   | 4:0 |
| 29. Mai 1984 |   |             |     |
| England      | – | Luxemburg   | 2:0 |
| DDR          | – | Sowjetunion | 0:1 |

### Gruppe D
Austragungsort der Spiele der Gruppe D war Minsk.
| Pl. | Land             | Sp. | S | U | N | Tore    | Diff. | Punkte |
| --- | ---------------- | --- | - | - | - | ------- | ----- | ------ |
| 1.  | Ungarn           | 3   | 3 | 0 | 0 | 006:000 | +6    | 06:0   |
| 2.  | Spanien          | 3   | 1 | 1 | 1 | 003:400 | −1    | 03:30  |
| 3.  | Tschechoslowakei | 3   | 1 | 1 | 1 | 003:500 | −2    | 03:30  |
| 4.  | Schweiz          | 3   | 0 | 0 | 3 | 002:500 | −3    | 0:60   |

|                  |   |         |     |
| 25. Mai 1984     |   |         |     |
| Tschechoslowakei | – | Ungarn  | 0:3 |
| Schweiz          | – | Spanien | 1:2 |
| 27. Mai 1984     |   |         |     |
| Tschechoslowakei | – | Schweiz | 2:1 |
| Ungarn           | – | Spanien | 2:0 |
| 29. Mai 1984     |   |         |     |
| Tschechoslowakei | – | Spanien | 1:1 |
| Ungarn           | – | Schweiz | 1:0 |

## Finalrunde

### Halbfinale
|                                          |   |             |     |
| 1. Juni 1984 in Moskau (Dynamo-Stadion)  |   |             |     |
| Irland                                   | – | Sowjetunion | 1:2 |
| 1. Juni 1984 in Moskau (Torpedo-Stadion) |   |             |     |
| Polen                                    | – | Ungarn      | 0:2 |

### Spiel um Platz drei
|                                         |   |        |     |
| 3. Juni 1984 in Moskau (Zentralstadion) |   |        |     |
| Polen                                   | – | Irland | 2:1 |

### Finale
|                                         |   |             |                      |
| 3. Juni 1984 in Moskau (Zentralstadion) |   |             |                      |
| Ungarn                                  | – | Sowjetunion | 0:0 n. V., 3:2 i. E. |

## Entscheidungen
Ungarn wurde zum ersten Mal U-18-Europameister. 
Die Siegerelf: Petry - Pinter, Haáz, Szélpál, Keller - Deák, E. Kovács, Oravecz (Zsivóczky) - Vincze, K. Kovács, Zsinka
Pinter, Zsivoczky, E. Kovács / Chudoshilow, Ivanauskas erzielten die Tore im Elfmeterschießen. 
Neben Ungarn qualifizierten sich Bulgarien, England, Irland, Polen und die Sowjetunion für die Junioren-Fußballweltmeisterschaft 1985.